# 基林·布魯特
基林·布魯特（英語：Kerem Bulut，1992年2月3日—），是一名土耳其裔澳大利亚職業足球員，司職前鋒，現效力澳職球會西悉尼流浪者。
2013年加盟土超球會阿卡沙，於2015年被西流簽下以救亡，解決球隊攻力欠佳的問題。他的入球率極高，為球隊上陣首5場便攻入5球。